# Praça Pedro II (Teresina)
A Praça Pedro II é um logradouro situado na área central da cidade de Teresina sendo um espaço gregário de reunião e comunhão da população.

## História

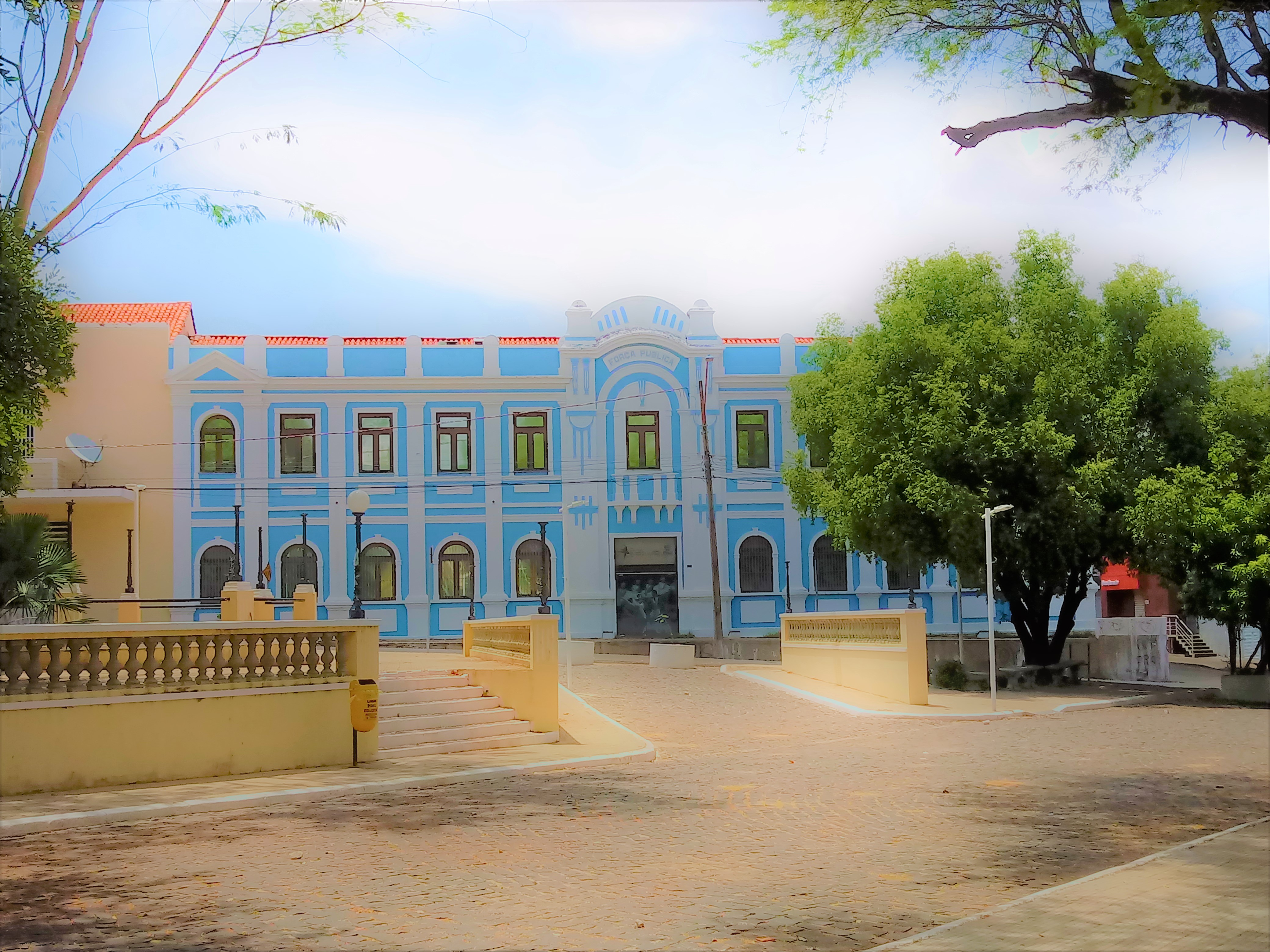
Palacete da Central de Artesanato Mestre Dezinho.

Conforme o livro de Arimatéa Tito Filho, a Praça Pedro II, outrora teve as seguintes denominações: Praça Aquidabã, Praça Independência e Praça João Pessoa, este último foi obra da engenharia ideológica do sistema implantado com a Revolução de 1930 que, muito utilizou do expediente de batizar logradouros públicos, entre seus membros. Por fim, em 1936, o município de Teresina a oficializa com o nome do segundo Imperador do Brasil por meio da lei nº 53.

## Edificações
Na praça também se localiza algumas edificações históricas como o Teatro Quatro de Setembro, Cine Rex e a Central de Artesanato Mestre Dezinho, e compõe, com tais espaços, um conhecido cartão-postal de Teresina.

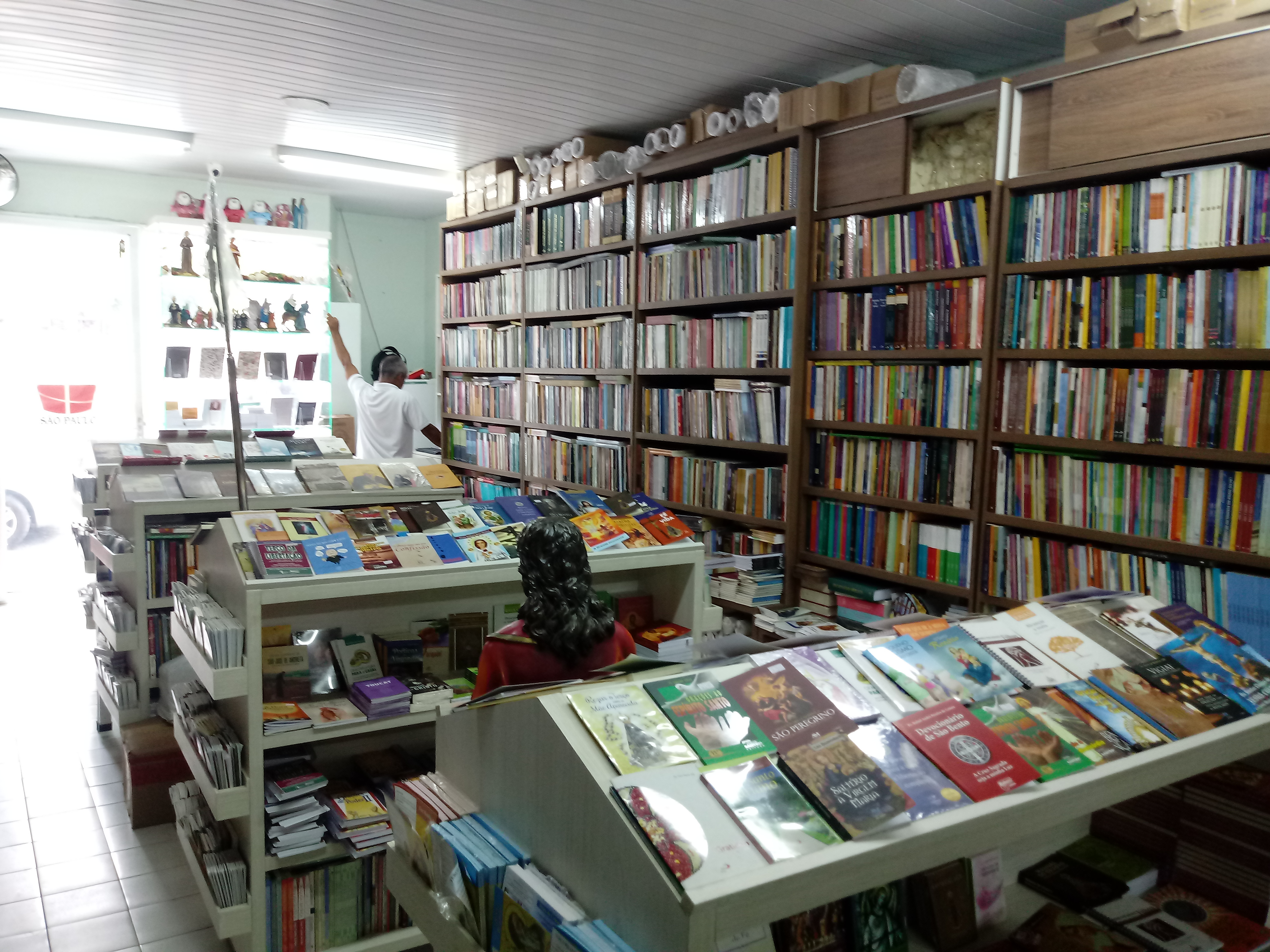
Loja da livraria Paulus Editora na praça Pedro II.

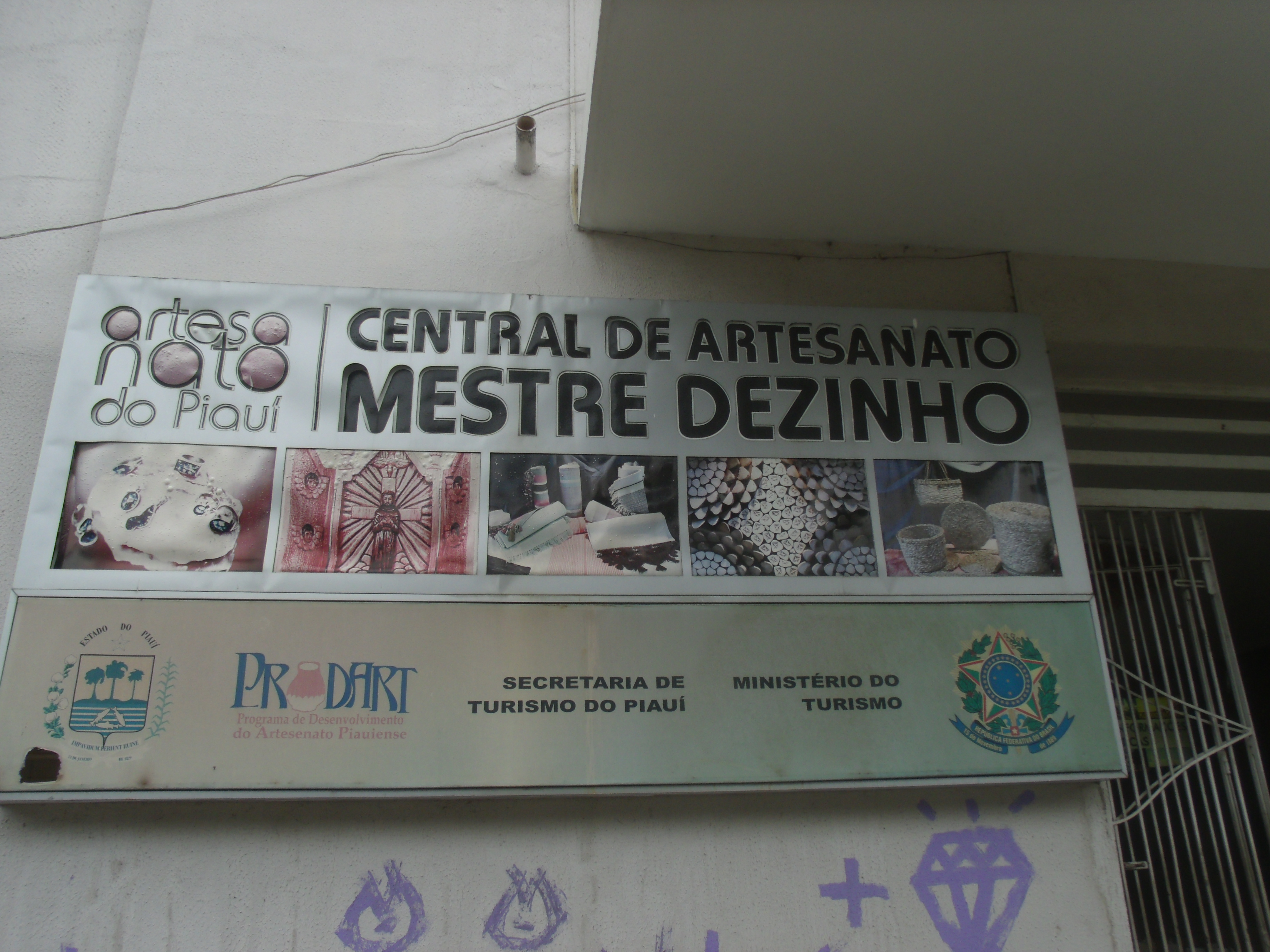
Placa na frontaria da Central de artesanato.